# Мексиканский воробьиный попугайчик
Мексиканский воробьиный попугайчик (лат. Forpus cyanopygius) — птица семейства попугаевых.

## Внешний вид
Длина тела 13 см. Окраска оперения зелёная, в нижней части тела с малахитовым блеском. Бока головы, лоб и горло желтоватого оттенка. Нижние кроющие перья крыла и второстепенные маховые голубого цвета. У молодых птиц, как и у самок, голубого цвета нет.

## Распространение
Обитают на северо-западе и западе Мексики.

## Образ жизни
Живут стайками в субтропических и тропических сухих лесах. Питаются различными семенами, ягодами, плодами, молодыми побегами растений, поедают насекомых и личинок.

## Размножение
В период размножения образуют пары. Гнездятся в дуплах деревьев. Самка откладывает до 4 яиц. Кладку насиживает самка, самец приносит ей корм. Вылупившихся через 3 недели птенцов кормит тоже самец.

## Классификация
Вид включает в себя 2 подвида:
- Forpus cyanopygius cyanopygius (Souance, 1856)
- Forpus cyanopygius insularis (Ridgway, 1888)